# Catocala gerhardi
Catocala gerhardi là một loài bướm đêm trong họ Erebidae.